# توماس برينان (سياسي)
توماس برينان (بالإنجليزية: Thomas Brennan)‏ هو سياسي أسترالي، ولد في 7 أبريل 1900، وتوفي في 29 أكتوبر 1966. نشط حزبياً في حزب العمال الأسترالي. وقد انتخب عضو المجلس التشريعي الفيكتوري.